# ケルビン・アンドラーデ
ケルビン・マリオ・アンドラーデ・ナバーロ (Kervin Mario Andrade Navarro , 2005年4月13日 - )は、ベネズエラ・ボリバル州シウダーグアヤナ出身のサッカー選手。カンピオナート・ブラジレイロ・セリエA・フォルタレーザEC所属。ポジションはFW。

## クラブ経歴
2021年に16歳でデポルティーボ・ラ・グアイラのトップチームに昇格。同月25日の同年シーズン開幕戦のアカデミア・プエルト・カベージョ戦で16歳12日でプロデビュー。7月10日のデポルティーボ・ララ選手でプロ初ゴールを記録。プロ1年目の2021年シーズンは13試合1ゴールを記録した。
2023年7月、フォルタレーザECへの移籍が発表された。

## 個人成績

### クラブ
2022年10月15日現在
| クラブ                       | シーズン | リーグ | リーグ | カップ | カップ | 国際大会 | 国際大会 | 合計 | 合計 |
| クラブ                       | シーズン | 出場   | 得点   | 出場   | 得点   | 出場     | 得点     | 出場 | 得点 |
| ---------------------------- | -------- | ------ | ------ | ------ | ------ | -------- | -------- | ---- | ---- |
| デポルティーボ・ラ・グアイラ | 2021     | 13     | 1      | 0      | 0      | 0        | 0        | 13   | 1    |
| デポルティーボ・ラ・グアイラ | 2022     | 26     | 2      | 0      | 0      | 2        | 0        | 28   | 2    |
| 通算                         | 通算     | 39     | 3      | 0      | 0      | 2        | 0        | 41   | 3    |